# Мораис, Виллиам
Виллиам Франсис де Оливейра Мора́ис (порт.-браз. William Francis de Oliveira Morais; 1 марта 1991, Сан-Паулу, Бразилия — 6 февраля 2011, Белу-Оризонти, Бразилия) — бразильский футболист, полузащитник.

## Карьера
Виллиам Мораиш воспитывался в академиях клубов «Гремио», «Сан-Паулу» и «Коринтианс». С 2010 года главный тренер «Коринтианса», Мано Менезес, стал привлекать его к матчам основного состава клуба, за который молодой игрок провёл 15 матчей и забил 1 гол.
3 января 2011 года Виллиам был арендован клубом «Америка Минейро».
6 февраля 2011 года Виллиам был убит из пистолета во время попытки его ограбить.